# مايك كولينغز
مايك كولينغز (بالإنجليزية: Mike Collings) هو لاعب رماية نيوزيلندي، ولد في 29 سبتمبر 1954 في لور هوت في نيوزيلندا.

## روابط خارجية
- مايك كولينغز على موقع اتحاد ألعاب الكومنولث (مؤرشف) (الإنجليزية)